# رومني (الأردين)
رومني هي بلدية من بلديات إقليم الأردين في منطقة شامبان-أردين في شمال فرنسا.

## الموقع
تقع البلدة على بعد 12 كم (7.5 ميل) من مون آيدي على الحدود مع بلجيكا، عند تقاطع طرق D877 وD977.

## أعلام
- نيكولاس لويس دو لكيل